# Mare de Déu del Roser de les Torres de Folquer
La Mare de Déu del Roser de les Torres de Folquer és una església d'Artesa de Segre (Noguera) inclosa a l'Inventari del Patrimoni Arquitectònic de Catalunya.

## Descripció
Capella rectangular amb porta orientada a llevant amb arc rebaixat. Està formada per dos parts. La més antiga, amb volta de canó, és continuada amb posterioritat per un altre cos cobert amb teula a dues vessants. A la part de la volta de canó, que arranca d'una imposta del mur endarrerit i resta encara una finestra espitllerada. A l'altar es conserva el forat de la llosa de consagració. Una senzilla espadanya amb tres pedres, llaurada una per fer arc de mig punt.

## Història
Les llindes de les portes de la masia tenen les següents dades: 1610, 1616 i 1866.